# كارلو إيفانشيتش
كارلو إيفانشيتش هو لاعب كرة قدم كرواتي في مركز الوسط، ولد في 24 يوليو 1994 في زغرب في كرواتيا. لعب مع نادي واريورز.

## وصلات خارجية
- كارلو إيفانشيتش على موقع قاعدة بيانات كرة القدم.إي يو (الإنجليزية)